# Líneas de Lecher

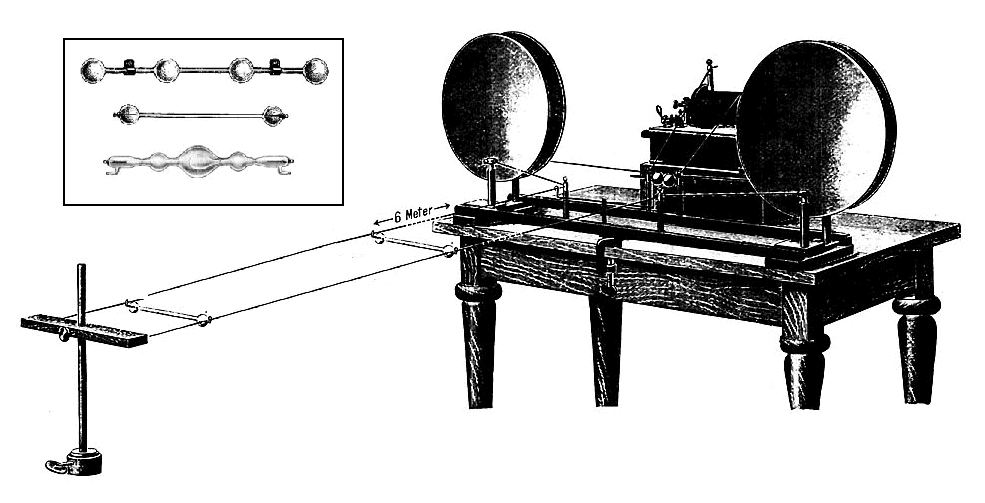
Antiguo aparato de 1902, idéntico a las líneas de Ernst Lecher originales de 1888. Las ondas de radio generadas por un oscilador Hertziano de chispa viajan desde lado derecho por los cables paralelos. Los cables están cortocircuitados en el extremo izquierdo, reflejando las ondas hacia atrás en los cables hacia el oscilador, creando una onda de voltaje estacionaria a lo largo de la línea. El voltaje se hace cero en los nodos, localizados en múltiplos de una media longitud de onda desde un extremo. Los nodos se detectan recorriendo los cables con un tubo de Geissler, un tubo de descarga luminiscente pequeño como una luz de neón. El voltaje alto en la línea produce un fulgor en el tubo. Cuando el tubo alcanza un nodo, el voltaje se reduce a cero y el tubo se apaga. La distancia medida entre dos nodos sucesivos es igual a la mitad de la longitud de onda λ/2 de la señal de radio. La línea se muestra truncada en el dibujo; la longitud de la línea era de hecho de 6 metros (18 pies). Las ondas de radio producidas por el oscilador eran de la gama del UHF, con una longitud de onda de varios metros. El detalle muestra tipos de tubos de Geissler utilizados en las líneas de Lecher.

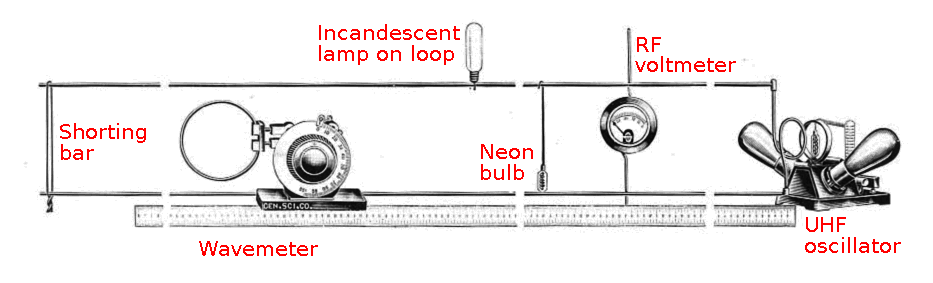
Caja educativa con las Líneas de Lecher. Comercializada por Central Cientific Co. en los años 1930, estaba concebida para enseñar la teoría de las ondas de radio a estudiantes universitarios. Contiene todo el equipo necesario, incluyendo un ondámetro para medir independientemente la frecuencia de las ondas de radio.

En electrónica, las líneas de Lecher (también conocidas como cables de Lecher) son un par de varillas o de cables paralelos que se utilizaban para medir la longitud de onda de las señales de radio, principalmente en UHF y en frecuencias de microondas. Forman una longitud corta de línea de transmisión en equilibrio (un circuito resonante). Cuando se conectan a una fuente de radiofrecuencia (como un transmisor radiofónico), las señales de radio forman ondas estacionarias. Deslizando una barra conductora que puentea los dos cables a lo largo de su longitud, puede medirse físicamente la longitud de onda de la señal de radio. El físico austriaco Ernst Lecher, mejorando las técnicas utilizadas por Oliver Lodge y Heinrich Hertz, desarrolló este método para medir la longitud de las ondas de radio alrededor de 1888. Las líneas de Lecher se utilizaron como dispositivos medidores hasta que se dispuso de frecuencímetros después de la Segunda Guerra Mundial. También se utilizaron como componentes en UHF y equipamiento de microondas (transmisores, equipos de radar, y sistemas de televisión), funcionando como circuitos resonantes, filtros, y dispositivos para igualar impedancias. Se emplearon en frecuencias comprendidas entre HF y VHF, donde se usan componentes de circuito concentrados, y entre UHF y SHF, donde estos resonadores son más prácticos.

## Medida de la longitud de onda
Una línea de Lecher es una pareja de varillas o de cables conductores desnudos paralelos, situados a una distancia precisa. La separación entre ellos no es crítica, pero debe ser una fracción pequeña de la longitud de onda; varía de menos de un centímetro a algo más de 10 cm. La longitud de los cables depende de la longitud de onda implicada; y generalmente medían varias longitudes de onda. El espaciado uniforme de los dos cables los convierte en una línea de transmisión, conduciendo ondas radiofónicas a una velocidad constante muy cercana a la velocidad de la luz. Un extremo de las varillas se conecta a una fuente de radiofrecuencia, como por ejemplo, un radiotransmisor. En el otro extremo, las varillas están conectadas entre sí mediante una barra conductora situada entre ellos. Este terminal en cortocircuito refleja las ondas, que interfieren con las ondas originales, creando una onda estacionaria de voltaje y corriente eléctrica en la línea. El voltaje se hace cero en los nodos, localizados en múltiplos de media longitud de onda, con los máximos denominados antinodos situados a mitad de camino entre los nodos. Por lo tanto, la longitud de onda λ puede ser determinada  detectando la posición de dos nodos sucesivos (o antinodos), midiendo la distancia entre ellos, y multiplicándola por dos.    La frecuencia f de las ondas puede ser calculada a partir de la longitud de onda y la velocidad de las ondas, que es la velocidad de la luz, c:
{\displaystyle f={\frac {c}{\lambda }}\,}
Los nodos son mucho más pronunciados que los antinodos, dado que la variación del voltaje con la distancia a lo largo de la línea es máxima en los nodos, que son los puntos de medida utilizados.

### Localización de los nodos
Dos métodos son empleados para encontrar los nodos. Uno es utilizar algún tipo de indicador de voltaje, como un voltímetro de radio frecuencia o una bombilla, sujetados a un par de contactos que pueden deslizar arriba y abajo por los cables. Cuando la bombilla se conecta con un nodo, el voltaje entre los cables se hace cero, así que la bombilla se apaga. Si el indicador tiene una impedancia demasiado baja puede perturbar el estado de la onda en la línea, así que debe utilizarse un indicador de alta impedancia; una lámpara incandescente normal tiene una resistencia demasiado baja. Lecher y los primeros investigadores utilizaron largos y delgados tubos de Geissler, poniendo el tubo de cristal directamente en conexión con los dos cables. El alto voltaje de los primeros transmisores era capaz de desencadenar una descarga luminiscente en el gas. Más recientemente se han usado lámparas de neón pequeñas. Un problema con utilizar bombillas de descarga es su alta tensión de ruptura, lo que dificulta localizar el mínimo de voltaje exacto. En medidores de precisión se usan voltímetros de radiofrecuencia.
El otro método utilizado para encontrar los nodos es deslizar la barra arriba y abajo en la línea, midiendo la corriente mediante un amperímetro de radio frecuencia en la línea del alimentador. La corriente en la línea de Lecher, al igual que el voltaje, forma una onda estacionaria, con nodos (puntos de corriente mínima) cada media longitud de onda. Dado que la línea presenta una impedancia a la fuente aplicada que varía con su longitud, cuando un nodo está localizado en la entrada de la línea, la potencia de la fuente, medida por el amperímetro, será mínima. Moviendo la barra línea abajo, se anota la posición de dos mínimos sucesivos, y la distancia entre ellos es la mitad de una longitud de onda.
Trabajando con cuidado, las líneas de Lecher pueden medir frecuencias con una exactitud del 0.1%.

### Construcción

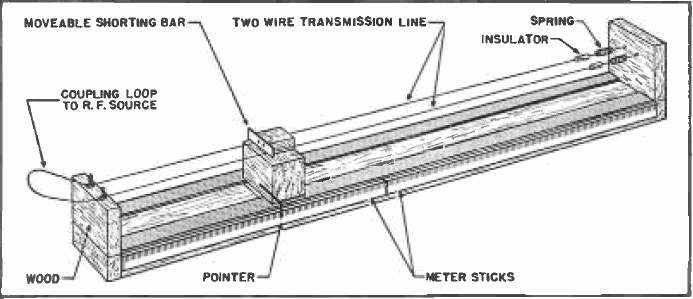
Líneas de Lecher, medidor de longitud de onda. Imagen "hágalo usted mismo" de un artículo en una revista radiofónica (1946)

Un atractivo importante de las líneas de Lecher es que son una manera de medir la frecuencia de las ondas de radio sin emplear electrónica complicada, porque podían ser improvisadas con materiales sencillos encontrados en cualquier ferretería. Normalmente se construyen sobre un bastidor horizontal de madera, sobre el que se fijan los dos cables tensados y una escala para medir la posición del cursor. El medidor de corriente de radiofrecuencia es normalmente acoplado a la línea a través de un bucle de una sola vuelta en un extremo de los cables, cerca del circuito resonante de un transmisor.
Un diseño más sencillo es una barra de metal en forma de "U", marcada con graduaciones, y una barra corredera.
En cierto modo, las líneas de Lecher son una versión eléctrica del experimento del tubo de Kundt, que se solía utilizar para medir la longitud de onda de señales acústicas.

## Medida de la velocidad de la luz
Si la frecuencia f de las ondas de radio es independientemente determinada, la longitud de onda λ medida en unas líneas de Lecher permite calcular la velocidad de las ondas, c, aproximadamente igual a la velocidad de la luz:
{\displaystyle c=\lambda f\,}
En 1891, el físico francés Prosper-René Blondlot realizó la primera medida de la velocidad de las ondas de radio, utilizando este método. Utilizó 13 frecuencias diferentes entre 10 y 30 MHz y obtuvo un valor medio de 297.600 km/s, que está dentro del 1% de diferencia con respecto al valor actual calculado para la velocidad de la luz.  Otros investigadores repitieron el experimento con mayor exactitud. Supuso una confirmación importante de la teoría de Maxwell, evidenciando que la luz es una radiación electromagnética como las ondas de radio.

## Otras aplicaciones
Líneas de Lecher de pequeña longitud son a menudo utilizadas en circuitos resonantes de alta calidad, denominándose terminales resonantes ("resonant stubs" en inglés). Por ejemplo, una línea de Lecher de un cuarto de longitud de onda (λ/4) montada como un circuito resonante en paralelo, se comporta como una alta impedancia en su frecuencia resonante y como una impedancia baja en otras frecuencias. Son utilizados porque en las frecuencias de UHF el valor de las inductancias y de los condensadores necesarios son de difícil ajuste, por su sensibilidad a frecuencias parásitas. Las terminales resonantes como las líneas de Lecher también resuenan en múltiplos impares de su frecuencia fundamental, mientras que los circuitos resonantes poseen una frecuencia resonante en exclusiva.

### Circuitos resonantes amplificadores de potencia
Los circuitos con líneas de Lecher pueden ser utilizados en circuitos resonantes de UHF amplificadores de potencia. Por ejemplo, el tetrodo gemelo (QQV03-20) 432 MHz amplificador, descrito por G.R Jessop, utiliza una línea de Lecher como ánodo del resonador.

### Sintonizadores en televisión
Líneas de Lecher de cuarto de onda son utilizadas para el ajuste de los circuitos del amplificador electrónico de radiofrecuencia y de partes del oscilador local de los televisores modernos. Los ajustes necesarios para seleccionar las distintas emisoras se diseñan con diodos Varicap a través de una línea de Lecher.

## Impedancia característica de la línea de Lecher
La separación entre las líneas de Lecher no afecta a la posición de las ondas estacionarias en la línea, pero determina su impedancia característica, lo que puede ser importante en la conexión de la línea a la fuente de energía de radio frecuencia para lograr una transferencia de potencia eficaz. Para dos conductores cilíndricos paralelos de diámetro d y separación D, se tiene que
{\displaystyle Z_{0}=276\log \left({\frac {D}{d}}+{\sqrt {\left({\frac {D}{d}}\right)^{2}-1}}\right)={\frac {120}{\sqrt {\epsilon _{r}}}}\cosh ^{-1}\left({\frac {D}{d}}\right)}
Para cables paralelos, la fórmula para la capacitancia es
- l, longitud
- C, capacitancia por metro

{\displaystyle C={\frac {\pi \epsilon _{0}\epsilon _{r}}{\ln {\left({\frac {2D}{d}}\right)}}}\,}
De ahí se tiene que
{\displaystyle Z_{0}^{2}={\frac {L}{C}}}
{\displaystyle {\begin{aligned}c&={\frac {1}{\sqrt {{\frac {L}{C}}\cdot C^{2}}}}\\&={\frac {1}{Z_{0}\cdot \left(\pi \epsilon _{0}\epsilon _{r}\right)\cdot \ln \left({\frac {2D}{d}}\right)}}\end{aligned}}}
Comercialmente está disponible en forma de cable bifilar de 300 y 450 ohmios, como alimentador de equilibrado en forma de línea de Lecher de longitud fija (terminal resonante).